# West Maas en Waal
West Maas en Waal  è una municipalità dei Paesi Bassi di 18 409 abitanti situata nella provincia della Gheldria.